# Stockholmska palača
Stockholmska palača ali Kraljeva palača (švedsko Stockholms slott ali Kungliga slottet) je uradna rezidenca in glavna kraljeva palača švedskega monarha (kralj Karel XVI. Gustav Švedski in kraljica Silvija uporabljata Drottningholmsko palačo kot svojo običajno rezidenco). Stockholmska palača stoji v Stadsholmenu, v Gamla stanu v prestolnici Stockholm. Meji na stavbo Riksdag. Tukaj so uradi kralja, drugih članov švedske kraljeve družine in švedskega kraljevega dvora. Palačo kralj uporablja v reprezentativne namene, medtem ko opravlja svoje dolžnosti kot vodja države.
Ta kraljeva rezidenca je na isti lokaciji ob reki Norrström v severnem delu Gamla stala v Stockholmu od sredine 13. stoletja, ko je bil zgrajen grad Tre Kronor. V sodobnem času se ime nanaša na stavbo, imenovano Kungliga Slottet. Palačo je zasnoval Nikodemus Tessin mlajši in jo postavil na istem mestu kot srednjeveški grad Tre Kronor, ki je bil uničen v požaru 7. maja 1697. Zaradi drage velike severne vojne, ki se je začela leta 1700, je bila gradnja palače leta 1709 ustavljena in se je nadaljevala šele leta 1727 – šest let po koncu vojne. Ko je Tessin mlajši umrl leta 1728, je palačo dokončal Carl Hårleman, ki je zasnoval tudi velik del njene rokokojske notranjosti. Palača je bila pripravljena za uporabo šele leta 1754, ko sta se vanjo vselila kralj Adolf Friderik Švedski in kraljica Luiza Ulrika, vendar so se nekatera notranja dela nadaljevala do 1770-ih. Od dokončanja palače ni bilo večjih preureditev, le nekaj prilagoditev, nova notranjost, posodobitev in prenova za različne regentove in njihove družine, barvanje fasad ter dodatek palačnih muzejev. Palačo obdajajo Lejonbacken in Norrbro na severu, Logården in Skeppsbron na vzhodu, Slottsbacken in Storkyrkan na jugu ter zunanje dvorišče in Högvaktsterrassen na severozahodu.
Leta 2009 je notranjost palače sestavljena iz 1430 sob, od katerih ima 660 okna. Palača vsebuje apartmaje za kraljeve družine, reprezentance in svečanosti, kot so državni apartmaji, apartmaji za goste in apartmaji Bernadotte. Druge značilnosti so državna dvorana, kraljeva kapela, zakladnica s švedskimi regalijami, Livrustkammaren in muzej Tre Kronor v preostalih kletnih obokih nekdanjega gradu. Švedska nacionalna knjižnica je bila do leta 1878 nastanjena v severovzhodnem krilu, Biblioteksflygeln (knjižničnem krilu). Od leta 2014 je v njej knjižnica Bernadotte. Slottsarkivet (arhiv) je v kanclerjevem krilu. V palači so pisarne švedskega kraljevega dvora, kjer dela približno 200 zaposlenih. Kraljeva garda varuje palačo in kraljevo družino že od leta 1523. Celovita prenova fasade se je začela leta 2011, da bi popravili dele peščenjaka, ki jih je poškodovalo vreme. Popravila naj bi v 22 letih stala približno 500 milijonov kron.
Kraljeva palača je v lasti švedske države prek Švedskega odbora za nacionalno lastnino, ki je odgovoren za upravljanje in vzdrževanje palače, medtem ko Ståthållarämbetet (Urad guvernerja kraljevih palač) upravlja kraljevo pravico do razpolaganja s palačo. Palača spada med kronske palače na Švedskem, ki so na voljo kralju in švedskemu kraljevemu dvoru.

## Zgodovina
Prva stavba na tem mestu je bila trdnjava z osrednjim stolpom, ki jo je v 13. stoletju zgradil Birger Jarl za obrambo jezera Mälaren. Trdnjava je zrasla v grad, ki je bil sčasoma poimenovan Tre Kronor zaradi vrha osrednjega stolpa, okrašenega s tremi kronami.

### Zgodnji predlogi
Na začetku 17. stoletja je kralj Gustav II. Adolf naredil načrte za novo kraljevo palačo. Načrti niso bili uresničeni, toda leta 1651 je njegova hči, kraljica Kristina Švedska, imenovala Jeana de la Valléeja za arhitekta kraljevih gradov, med njegovimi naročili pa je bila tudi predlog za izboljšanje in posodobitev gradu Tre Kronor. Sodobni bakrorezi iz leta 1654 prikazujejo de la Valléejevo idejo o bolj vidnem gradu na dvignjeni planoti s povezovalnim mostom čez Norrström. Kraljica Kristina je obstoječi grad obsežno prenovila in okrasila, vendar med njeno vladavino ni bil zgrajen noben nov grad.
Med letoma 1650 in 1660 je Jean de la Vallée predlagal obsežne prenove gradu, vendar so šele leta 1661, ko je mestni arhitekt in arhitekt kraljevih gradov postal Nicodemus Tessin starejši, nastali obsežnejši načrti za nov grad. Leta 1661 je predstavil prvi osnutek prenove severne vrste, ki ga je njegov sin, Nicodemus Tessin mlajši, kasneje predelal in uresničil med letoma 1692 in 1696.
Zemljevid mestnega griča iz 1650-ih ponazarja de la Valléesov predlog za preureditev starega gradu. Projekt je privedel tudi do prilagoditve Slottsbackena, tako da je bil delno obdan s stavbami. Zanimivi so dodatki Tessina mlajšega s svinčnikom na tem zemljevidu, verjetno narejeni konec 17. stoletja. Obstaja zgodnja skica za zahodno krilo severne fasade in dve ukrivljeni krili, ki obdajata zunanje dvorišče (oba izvedena). Tessin mlajši je naredil tudi načrte za mestno območje zahodno od palače z velikimi stopnicami v lažni perspektivi, kjer stoji palača Axel Oxenstierna in druge stavbe, ki bi povezovale Västerlånggatan, poleg tega pa bi bila predvidena tudi široka ulica do sedanjega Mynttorgeta, ki bi vodila naravnost skozi mestni blok s sedanjim Brantingtorgetom (ni bil izveden). Predvideval je tudi linijo pogleda od središča palače proti zahodu do Riddarholmena.

### Severna vrsta 1692–1696
Severna vrsta sedanje palače je bila zgrajena leta 1692, v samo petih mesecih, kot del starega gradu Tre Kronor. Nova vrsta je imela enak strog baročni slog, ki se je ohranil še danes, v nasprotju s preostalim delom renesančnega gradu.
V zgodnji fazi prenove v 1690-ih je bilo še živih več starejših švedskih umetnikov, kot sta David Klöcker Ehrenstrahl in Johan Sylvius, ki so z umetniškim delom prispevali k dokončanju severne vrste, zlasti kraljeve kapele. Ehrenstrahl je izdelal velike religiozne slike, Sylvius pa je poslikal strop.
Vzor strogega rimskega baročnega sloga, vključno z relativno strogo pravilnostjo in simetrijo, je bila palača Farnese v Rimu, kamor je arhitekt, zadolžen za prenovo, Nikodemus Tessin mlajši, leta 1688 odšel preučevat stavbe.
Zidovi, ki obdajajo skladišča, hleve in delavnice gradu Tre Kronor, so zdaj za Lejonbackenom in v kleti severne vrste.] Lejonbacken tako skriva staro steno brez oken za seboj. Starejše zidove najdemo tudi višje v velikih delih fasadnih zidov severne vrste. Zidovi nekdanjih severovzhodnih in severozahodnih kvadratnih vogalnih stolpov so na primer v tem delu pritličja palače debelejši, saj je Tessin ponovno uporabil preostale zidove in jih vključil v novo palačo. Približno polovica starih zidov je bila uporabljenih na ta način, saj se je vedno varčni Karel XI. le nerad strinjal s prenovo, ki se je začela leta 1690. Vodilna načela pri gradnji severne vrste sta bila varčnost in recikliranje. Gradnja je zato potekala precej hitro in po petih mesecih je bila nova vrsta pokrita in pokrita s streho. Novo obzidje je postalo višje od starega, razen stolpov, ki so bili popolnoma obdani z novim obzidjem. Galerija Karla XI. je še ena značilnost, ki je ostala izpred požara, vse po Tessinovem načrtu.
Nova kraljeva kapela v severni vrsti je bila odprta za božič leta 1696, tam pa je bila načrtovana tudi nova državna dvorana. Kapela naj bi nadomestila staro grajsko kapelo, ki jo je na istem mestu ob starih skladiščih in hlevih na gradu Tre Kronor postavil Ivan III . Švedski.
Gradnja nove kapele z enakimi proporci kot stara in njena vgradnja v obzidje stare kapele, z ohranjenim visokim stropom znotraj obzidja nekdanjega severovzhodnega stolpa (danes severovzhodni vogal palače), se je za Tessina izkazala za težavno, če se je želel držati strogega baročnega sloga, kjer bi morala biti vsa okna enake velikosti in postavljena v natančne vrste, ne glede na to, kateri prostori so bili za njimi. Da bi to dosegel, je Tessin dodal medetažo z manjšimi kvadratnimi okni tik nad spodnjo vrsto oken. Ta manjša okna zdaj obkrožajo celotno stavbo in so ostanek prve grajske kapele. Po požaru, ko je Tessin lahko izvedel obsežnejše prenove, sta bili kraljeva kapela in državna dvorana namesto nje postavljeni v južno vrsto, pohištvo in inventar, kot so klopi, gospodinjski srebrni predmeti in okraski, pa so do neke mere ohranjeni v današnji kraljevi kapeli.
Po načrtu izpred požara naj bi bila palača kvadratne oblike brez kril v strogem rimsko-baročnem slogu, v bistvu pa bi ostale vrste izgledale kot severna vrsta. Ta predlog se ni ohranil, zgodovinar Boo von Malmborg meni, da je bilo to verjetno zato, ker si Tessin ni upal predstaviti svojih celovitih načrtov gospodarnemu Karlu XI.
Nova stavba je upodobljena na petih grafikah v Suecia Antiqua et Hodierna, natisnjenih med letoma 1695 in 1702: slika št. I.19 nova severna fasada gradu, vključno z Lejonbackenom in kvadratnim dvoriščem, slika št. I.20 notranjost nove kapele, slika št. I.21 zunanjost kapele, slika št. I.27 pogled na cerkev Hedvige Eleonore in slika št. I.32 pogled s Kungsträdgårdena. Lejonbacken, ki naj bi vodil do severnih vrat tako z vzhoda kot z zahoda, pred požarom ni bil nikoli dokončan in je omenjen le v risbah.

### Požar palače leta 1697
7. maja 1697 je v gradu divjal velik požar, ki je spodbudil gradnjo sedanje Stockholmske palače. Požar je uničil večino prejšnje trdnjave, gradu Tre Kronor, razen trdnih, nedavno zgrajenih zidov severne vrste, ki večinoma še vedno stojijo. Za razliko od preostalega gradu je bilo mogoče zidove severne vrste popraviti.

### Prva faza gradnje novega dvorca 1697–1709
Po požaru je regentski svet kralja Karla XII. pod vodstvom kraljice vdove Hedvige Eleonore Holstein-Gottorpske v palači Karlberg odločil, da se na obzidju požganega gradu zgradi nov grad. Za načrtovanje in gradnjo nove Stockholmske palače je bil imenovan arhitekt Nikodem Tessin mlajši. Hkrati z odobritvijo Tessinovih načrtov je bil imenovan za vodjo gradnje palače kot del svojega novega položaja: Överintendent över de Kungliga Slotten (nadzornik kraljevih gradov), nekakšen grajski arhitekt. Göran Josuæ Törnquist (kasneje plemič Adelcrantz) je postal pomočnik intendanta in njegov namestnik, kar je bil pomemben položaj na gradbišču, Hans Conradt Buchegger pa je postal glavni izvajalec gradnje palače. Leta 1697 je bil Abraham Winantz Svansköld, Tessinov polbrat, imenovan za namestnika grajskega in dvornega arhitekta. Skupaj s Tessinom je bil aktiven pri gradnji palače, pomagalo pa jima je več nemških pomočnikov. Pomembni kiparji in obrtniki v prvih letih gradnje so bili med drugim René Chauveau, Bernard Foucquet starejši in njegov sin Jacques Foucquet.
Tessin je prve dokončane načrte za novo palačo predstavil v letu po požaru. Najprej so porušili ostanke starega gradu, praktično vse je bilo porušeno, razen delov severne vrste s strogim barokom, ki so še vedno stali. Rušenje je izvedlo približno 300 mož od sredine maja 1697 do sredine pomladi 1700, ko so ostanke starega stolpa Tre Kronor ponovno uporabili kot zapolnitev za Lejonbacken. Posledično je bila večina materiala za novo palačo nova.
- Ostanki gradu Tre Kronor po požaru leta 1697, severna vrsta še vedno stoji (desno)
- Tessinova skica za kraljevo kapelo, 1698
- Tessinov končni načrt, 1697
- Palača septembra 2014, zgrajena po Tessinovem načrtu
- Tessinov prerez južne vrste z državno dvorano na levi in kraljevo kapelo na desni, ok. 1700

Ko je Tessin dobil naročilo za načrtovanje nove palače, je opustil dele svojega prejšnjega načrta o gradnji kvadratne palače in dodal nižja krila, ki bi obdajala palačo na vzhodu in zahodu.
To je bilo storjeno, da bi palača dobila bolj monumentalen videz, in to je bilo mogoče izvesti, saj je bilo zdaj na voljo več odprtega zemljišča za razširitev palače, na primer zahodno območje, kjer sta bila prej jarek in topovski nasip kralja Gustava I. Jugozahodno krilo je bilo treba skrajšati, ker je bil Storkyrkan v napoto. To asimetrijo, ki so jo ustvarile različne dolžine kril, so nadomestili z dodajanjem dveh ločenih, polkrožnih kril za kraljeve stražarje in poveljnike, zahodno od glavne stavbe. Ti krili obkrožata dvorišče. Tessinovi načrti in naročila umetnikom še vedno zaznamujejo fasade, stene in kamnite pilastre ter stene, tla, stebre in pilastre v notranjosti palače, na primer v državni dvorani, kraljevi kapeli in stopniščih.
Gradnja palače se je med vladavino Karla XII. nadaljevala z veliko intenzivnostjo, vendar so bile drage vojne med veliko severno vojno ovira. Karel XII. je leta 1709 izgubil v bitki pri Poltavi in istega leta se je gradnja palače popolnoma ustavila. Takrat je bilo dvorišče poravnano, dvoriščni zidovi pa so bili postavljeni do višine enega nadstropja na južnem in vzhodnem delu ter pol nadstropja na zahodnem delu. Palača je v tem napol dokončanem stanju ostala do leta 1727, ko je Riksdag (parlament) odobril sredstva za nadaljevanje del. To je bilo leto dni pred Tessinovo smrtjo.
Nekateri okraski v Tessinovih načrtih niso bili nikoli izvedeni. Na primer, želel je postaviti konjeniški kip kralja Karla XI. na notranje dvorišče po takratni francoski modi, vendar kralju Karlu XII. to ni bilo všeč in je idejo zavrnil, saj bi »popolnoma zakrila čudovit razgled«. Prav tako ni bil sprejet Tessinov predlog, da bi strešno ograjo okrasili s skulpturami. Tessinovo vizijo za to je mogoče videti na ilustraciji palače, ki jo je okoli leta 1770 naredil Jean Eric Rehn.

#### Francoska umetniška kolonija
Največja skupina umetnikov je prišla iz Francije. Med letoma 1693 in 1699 je v Stockholm prispelo šestnajst francoskih zidarjev, slikarjev in livarjev. Na Tessinovo pobudo so obrtniki prek švedskega diplomatskega odposlanca v Parizu, Daniela Cronströma, prejeli povabilo, naj pridejo delat za švedskega kralja. Ponudili so jim letno plačo in nastanitev. Kipar René Chauveau je začel s plačo 1000 riksdalerjev (približno 49.550 ameriških dolarjev leta 2014) na leto; bil je med najbolje plačanimi v skupini. Nekateri umetniki so s seboj pripeljali svoje družine in ustanovili francosko umetniško kolonijo. Družinski člani so pogosto sodelovali pri gradbenih delih. Celotna skupina se imenuje de fransöske hantwerkarne (francoski obrtniki). Večina jih je pridobila izobrazbo na Académie royale de peinture et de sculpture v Parizu in delala pri gradnji velike palače kralja Ludvika XIV. v Versaillesu. Večina obrtnikov je bila katoličanov in so živeli ter delali v zelo tesno povezani skupnosti blizu francoskega veleposlaništva v Stockholmu. V koloniji so lahko prakticirali svojo katoliško vero, vendar je bilo to takrat v preostalem delu Švedske strogo prepovedano. Ko se je gradnja palače leta 1709 ustavila, je bila kolonija razpuščena. Nekateri obrtniki, kot sta René Chauveau in njegova družina, so se vrnili v Francijo, večina pa jih je ostala na Švedskem do svoje smrti v prvi polovici 18. stoletja.

### Tessinov načrt za okolico palače
Spremembe načrta rabe zemljišč za območje okoli Stockholmske palače je v začetku 18. stoletja predlagal nadzornik Nicodemus Tessin mlajši. Tessinovi načrti za mesto so bili končani leta 1713 in v njih je območje okoli palače dobilo novo obliko. Novi Norrbro z vrstami skulptur, veliko kraljevo stolnico in novo cerkev Riddarholm, ki je spominjala na baziliko sv. Petra v Rimu. Tessin si je zamislil 112 metrov dolgo 'zmagovalno dvorano' z arkadami in stebri v dorskem slogu, ki bi stala nasproti Stockholms ströma v podaljšku Kungsträdgårdena, z dvema vogalnima stolpoma in razstavnimi dvoranami s 50 metri višine. V njej bi bili razstavljeni topovi, vzeti kot plen, zastave in druge vojne trofeje. Na Helgeandsholmenu je načrtoval stadion za konjske dirke za konjeniške igre in druge oblike zabave, zgradili pa naj bi tudi medvedji vrt. Kralj Karel XII. ni odobril te ideje, saj je želel Helgeandsholmen zase.
Na Slottsbacknu naj bi zgradili klančine, ki bi vodile do zoženega območja pred Storkyrkan, ki naj bi dobila novo baročno fasado. Obnovljen naj bi bil tudi Stortorget, načrtovana pa sta bila tudi nova mestna hiša in borza. Tessin je bil prepričan, da se bodo njegovi načrti nekega dne uresničili, vendar ga je gradnja nove palače zelo zaposlovala in zahtevala velika finančna sredstva. Čas švedskega imperija se je bližal koncu in vsi veliki načrti so ostali neizpolnjeni.

### Druga faza gradnje nove palače 1727–1771
Nikodemus Tessin mlajši je umrl leta 1728, preden je bila palača dokončana. Odgovornost za gradnjo je prevzel Carl Hårleman, čeprav je bil Tessinov položaj nadzornika formalno prenesen na njegovega sina Carla Gustafa Tessina.
Hårleman je velik del notranjosti palače oblikoval v novejšem slogu, bolj po okusu tistega časa, rokokoju. Na Hårlemanovo pobudo so barvo fasade spremenili iz prejšnje opečnato rdeče v svetlo rumeno (glej spodaj obarvanost). Ko so leta 1727 nadaljevali z gradnjo, so spet potrebovali usposobljene delavce. Druga skupina francoskih umetnikov in obrtnikov je v Stockholm prispela poleti 1732 kot rezultat Hårlemanovih pogajanj v Parizu prejšnjo zimo. Skupino je sestavljalo šest oseb: dva mojstra, Antoine Bellette in Michel Le Lievre, ter štirje pomočniki. Drugi znani kiparji in obrtniki v drugi fazi gradnje so bili Charles Guillaume Cousin, Jacques-Philippe Bouchardon, Pierre Hubert L'Archevêque, Johan Tobias Sergel in Adrien Masreliez. Giovanni Battista Tiepolo je zavrnil Tessinovo ponudbo za naročilo.
Carl Hårleman je umrl leta 1753, njegovo delo pa sta nadaljevala Carl Johan Cronstedt in Carl Gustaf Tessin, ki sta palačo dokončala skupaj. Istega leta so bili dokončani tudi nekateri deli palače, kjer je živela kraljeva družina, severna vrsta in to, kar je danes državni apartmaji. Stockholmska palača je bila pripravljena za uporabo leta 1754. Kraljeva družina, ki je od požara v starem gradu živela v palači Wrangel na Riddarholmenu, se je istega leta na prvi advent preselila v svojo novo rezidenco. Namesto da bi živela v državnem apartmaju, se je kraljeva družina odločila ostati v delu, ki je danes znan kot apartmaji Bernadotte. Dela na notranjosti so se nadaljevala tudi po tem, ko se je kraljeva družina naselila. Prednost je bila dana notranjosti pred dokončanjem Slottsbackena in Lejonbackena.
Lejonbacken in kanclersko krilo je dokončal arhitekt Carl Fredrik Adelcrantz, ki je bil po Hårlemanovi smrti odgovoren tudi za dela na notranjosti. Leto 1771 velja za leto, ko je bila palača uradno razglašena za dokončano. Zid vzhodnega pomola je bil dokončan istega leta, vendar je v nekaj letih veliko kipov in skulptur v nišah fasade še vedno manjkalo, na primer osem kipov na južni fasadi, ki prikazujejo znane švedske moške, in Enleveringsgruppen (skupino ugrabitve) na isti fasadi.

### Razvoj po 1770-ih
Po dokončanju nove palače v kompleksu ni bilo večjih preureditev, razen številnih prilagoditev, novih notranjosti, posodobitev in prenov za različne regente in njihove družine. Palači so dodali tudi muzeje.
Umetniki, kot sta Jean Eric Rehn in Fredrik Wilhelm Scholander, so bili pomembni za veličastno notranjost palače konec 18. in 19. stoletja, ko so bili dodani pilastri, stebri, stenske dekoracije itd. Med kiparji, slikarji in obrtniki, ki so prispevali tudi k kasnejšim prenovam, so bili Louis Masreliez (notranja dela v klasicizmu in neoklasicizmu), Jean Baptiste Masreliez (notranja dela), Axel Magnus Fahlcrantz (Logårdenski zid in kovano železna ograja v Logårdenu), Johan Niclas Byström (skulpture), Sven Scholander (obnove), Johan Axel Wetterlund (fasadne skulpture znanih mož in štiri alegorične skupine na Logårdenskem zidu), Julius Kronberg (stropne poslikave) in Kaspar Schröder (fasadne skulpture; levje maske na dvoriščni fasadi).
Večja sprememba fasade je bila narejena med vladavino kralja Karla XIV. Janeza, zaradi česar je bila Hårlemanova svetlo rumena barva fasade prebarvana, in na začetku 20. stoletja med vladavino kralja Oskarja II., ko je bila sprejeta odločitev o vrnitvi k prvotni opečnato rdeči barvi Tessina. Od leta 2014 je to barva fasade.
Med vladavino kralja Oskarja I. se je ponovno pojavilo zanimanje za starejše sloge in ko je bila v letih 1844–1850 po načrtih Pera Axela Nyströma ustvarjena Vita Havet (plesna dvorana Belo morje), je bil dosežen kompromis med starim in novim. Fredrik Wilhelm Scholander je bil kraljevi kustos kralja Karla XV. in je delil njegov okus za notranje oblikovanje, kar je privedlo do sob, kot je Victoriasalongen (Viktorijin salon), v bujnem, oživljenem rokokojevskem slogu.
Kralj Oskar II. je v palači izvedel številne dozidave, izboljšave in posodobitve. Večino praznih fasadnih niš so med njegovo vladavino zapolnili skulpture. Dal je posodobiti tehnične instalacije palače, kot so namestitev vodovodnega sistema leta 1873, namestitev elektrike leta 1883, telefon leta 1884 in centralno ogrevanje na vodo okoli leta 1900. Od leta 2014 je posest priključena na daljinsko ogrevanje. Kraljevo zanimanje se je razširilo tudi na dekoracijo stopnišč in naročil je Juliusu Kronbergu, naj na stropu zahodnega stopnišča poslika plafonde. Pisec Georg Svensson je o kralju Oskarju II. zapisal, da je bil »njegov cilj dokončati gradnjo palače, kot je bilo predvideno v Tessinovih načrtih, na način, vreden tega spomenika«.
Med letoma 1922 in 1930 je bil Logården obnovljen iz nekdanjega angleškega parka v bolj odprto območje z bazeni vode na obeh straneh poti, ki vodi od vzhodnega loka do Skeppsbrona.
Med letoma 1956 in 1958 je bil obnovljen Muzej starin Gustava III. Za delo je bil imenovan arhitekt in glavni inšpektor Ivar Tengbom. Zakladnica je bila odprta leta 1970, muzej Tre Kronor pa leta 1999. Leta 2018 je bilo na strehi palače nameščenih 600 sončnih panelov, ki naj bi letno proizvedli 170 MWh oziroma vsaj dvanajst odstotkov letne porabe električne energije v palači.
Leta 1998 je bila v počastitev srebrnega jubileja Karla XVI. Gustafa odprta jubilejna soba Karla XVI. Gustafa. Soba je v nadstropju Bernadotte in je bila zasnovana kot sodoben dodatek k stari palači. Danes se soba uporablja kot reprezentativna soba za kralja in kraljico. Ko je Karl XVI. Gustaf pozneje leta 2023 praznoval svoj zlati jubilej, je kraljevo sodišče kralju podarilo dva nova zlata monograma, ki ju je postavilo pri vrata v Logården (palačne vrtove).

## Zunanjost

### Pregled
Palača je zgrajena iz opeke in peščenjaka. Strehe so krite z bakrom in se nagibajo navznoter proti notranjemu dvorišču. Na glavni stavbi jih obdaja kamnita balustrada. Stavba je sestavljena iz štirih vrst, ki so običajno poimenovane po štirih straneh sveta.
Fasade palače so imele vsaka svojo zasnovo in niso bile enake prvotni severni vrsti. Slavolok v sijajnem baročnem slogu je uokvirjal vhod in stopnišče na sredini južne fasade, na vsaki drugi okenski polici pa so bile postavljene niše za kipe. Srednji deli vzhodne in zahodne fasade so bili okrašeni z baročnimi pilastri, hermami in kipi. Palača ima skupno 28 kipov, 717 balustrov, 242 volut, 972 oken, 31.600 okenskih stekel in približno 7500 oken in vrat. Fasada je prekrita s približno 9500 m2 kamna in 11.000 m2 ometa. Glavna stavba brez kril meri 115 x 120 m in obdaja notranje dvorišče (Inre borgiården).
Iz vogalov glavne stavbe štrlijo štiri krila, obrnjena proti vzhodu in zahodu. Med vzhodnima kriloma je Logården, med zahodnima kriloma pa zunanje dvorišče. Vsa krila so široka 16 m in dolga 48 m, razen jugozahodnega krila, ki je zaradi lege cerkve Storkyrkan dolgo 11 m. Asimetrijo prikrivata dve ločeni, polkrožno oblikovani krili, Högvaktsflygeln (krilo kraljeve garde) in Kommendantsflygeln (poveljniško krilo).
Palačo vsako leto obišče približno 800.000 ljudi.
- Zahodna fasada
- Severna fasada
- Vzhodna fasada
- Južna fasada

### Dvorišča
Palača ima dve dvorišči. Zunanje dvorišče, ki je glavni prostor za menjavo straže, stoji na zunanjem dvorišču. Tukaj stoji kip Christine Gyllenstierne, postavljen na pobudo Föreningen för Stockholms fasta försvar (Društvo za trajno obrambo Stockholma) leta 1912. Zunanje dvorišče je obdano z dvema ukrivljenima kriloma. Severno uporablja kraljeva garda, južno pa predvsem kraljeva trgovina s spominki.
Notranje dvorišče je obdano s štirimi vrstami palače in je dostopno skozi portale na sredini štirih vrst: južni, zahodni, severni in vzhodni portal (ali loki). Notranje dvorišče je dolgo 89 m v smeri vzhod-zahod in široko 77 m v smeri sever-jug. Tessin je načrtoval, da bo na sredino dvorišča postavil konjeniški kip Karla XI., vendar ta načrt ni bil nikoli uresničen.
Zasnova velikega notranjega dvorišča z dostopom do Logårdena in Norrbroja je navdihnjena z dvoriščem v Louvru v skladu s splošnimi idejami baroka.

### Zahodna vrsta
Zahodna vrsta oziroma zahodna fasada predstavlja 'moške lastnosti' in kralja. Iz zahodne vrste se proti severozahodu razteza kanclersko krilo. Vrsta meji tudi na zunanje dvorišče in dve ukrivljeni krili, Högvaktsflygeln na severu in Kommendantsflygeln na jugu. Na fasadi je devet medaljonov, ki prikazujejo devet švedskih regentov in deset kariatid. Balkon nad dvoriščem, dokončan leta 2023 po Tessinovih originalnih načrtih, je običajno kraj, kjer se kraljeva družina pojavi za kraljev rojstni dan.

### Severna vrsta
Severna vrsta oziroma severna fasada predstavlja »Moč«. Ta fasada je stroga, njena lega in perspektiva, s katero je obrnjena proti severu, pa naj bi odražala in izžarevala kraljevsko moč.

### Južna vrsta
Južna vrsta ali južna fasada predstavlja »Narod«. Središče fasade je oblikovano v obliki slavoloka s portalom (znanim tudi kot Južni lok), ki ga na vsaki strani obdajajo trije stebri, izdelani v korintskem slogu.
Ob fasadi je več niš s skulpturami, ki prikazujejo znane švedske može. Celotna fasada naj bi odražala veličino Švedske, njene družbe in pomembnih osebnosti v državi. V notranjosti portala je Južni lok s stopnicami, ki vodijo do kraljeve kapele na vzhodu in državne dvorane na zahodu. To simbolizira zbiranje posvetne in božanske moči na enem mestu.
Na slavoloku je kamnita plošča z napisom v latinščini. Ploščo obdajata dve skulpturi, ki prikazujeta vojne trofeje. Ustvaril ju je leta 1735 Antoine Bellette, ulil pa ju je Gerhard Meyer mlajši. Napis na plošči v čast kralju Karlu XII. pravi:

### Vzhodna vrsta
Vzhodna vrsta oziroma vzhodna fasada predstavlja »ženske lastnosti« in kraljico. Pod to fasado je palačni park, Logården. Na ograji, ki zapira Logården od Skeppsbrona, so štiri skulpture, ki predstavljajo glasbo, religijo, poezijo in usmiljenje. Te lahko razumemo kot stara dojemanja ženskih vrednot in interesov.
Pri načrtovanju vzhodne fasade, obrnjene proti Logårdenu, naj bi Tessin razmišljal o rimski podeželski vili s stopnicami od palačnega vrta do palačnih vrat. Model za osrednji del s kolosalnimi pilastri med okni zgornjih dveh nadstropij in rustikalnega pritličja naj bi bila Gian Lorenzo Berninijeva palača Chigi-Odescalchi v Rimu.

## Razsvetljava
Sedanjo razsvetljavo fasade palače je 29. marca 2006 odprl kralj Karl XVI. Gustav. Prejšnja razsvetljava je bila iz šestdesetih let prejšnjega stoletja, njena moč pa se je z leti zmanjševala, zaradi česar je palača delovala vse temneje.
Nove luči so bile odobrene po dolgih razpravah in testiranjih. Zagotavljajo skoraj dvakrat večji svetlobni tok kot stare in porabijo polovico manj energije. Razsvetljavo so izdelali Švedski odbor za nacionalno lastnino, Urad guvernerja kraljevih palač, kraljevi arhitekt Johan Celsing in prometna kontrola občine Stockholm. Barva je opisana kot nevtralna toplo bela.
Po besedah Johana Celsinga naj bi razsvetljava izboljšala porazdelitev in nianse palače ter poudarila dekorativne detajle, ki prej zvečer niso bili vidni. Primer tega je vzhodna fasada, kjer so zdaj osvetljena krila, obrnjena proti Skeppsbronu.

## Notranjost
Od leta 2014 ima palača 1430 sob, od katerih jih ima 660 okna.
Poleg besedila na spodnjih tlorisih je severovzhodno krilo v zgornjem desnem kotu, južno ukrivljeno krilo pa v spodnjem levem kotu. Severozahodno krilo kanclerskega urada je v zgornjem levem kotu na tlorisih. Dvorišča so (od leve proti desni): zunanje dvorišče (znotraj ukrivljenih kril), notranje dvorišče (na sredini stavbe) in strelišče (med vzhodnimi krili).
Nadstropja (število sob ne vključuje manjših sob, omar, stopnišč, obokov itd.):
- Klet. V kleti je 104 sob, večina jih je bila uporabljena kot skladišča in zapori. Tam so vidni ostanki starega gradu Tre Kronor. Nekateri deli kleti so razdeljeni na dve kletni nadstropji zaradi velikih razlik v višini prostora v različnih delih. Kraljeva vinska klet je bila konec 19. in 20. stoletja pod zahodno vrsto in najverjetneje je še vedno tam.[35]
- Pritličje je največje nadstropje palače. Sobe v njem so večinoma uporabljali dvorni uslužbenci, tam pa so tudi štirje portali (ali oboki), ki sestavljajo vhode v palačo, pa tudi Državna dvorana in Kraljeva kapela.
- Polnadstropje ali mezanin ima 115 sob. Večina sob je ohranila svojo velikost od gradnje palače, vendar se je njihova uporaba spreminjala. Ime izhaja iz dejstva, da je nadstropje le za polovico višje od drugih nadstropij. Sobe so večinoma uporabljali dvorni uslužbenci, vendar so bila tam tudi nekatera stanovanja knezov in princes. V mezaninu je tudi majhen apartma za goste, ki ga sestavlja nekaj sob v severnem delu zahodne vrste.
- Prvo nadstropje ima 67 sob. Sobe so večinoma ohranile svojo velikost od izgradnje palače, vendar se je njihova uporaba spreminjala. Bernadottejevi apartmaji in Stebrna dvorana so v severni vrsti, vzhodna vrsta pa ima zasebne prostore. Tukaj je živel kralj Karl XVI. Gustav in njegova družina, dokler se leta 1981 nista preselila v palačo Drottningholm.
- V drugem nadstropju je 57 sob. Večina sob je ohranila svojo velikost od izgradnje palače, vendar se je njihova uporaba spreminjala. V tem nadstropju so apartmaji za goste, državni apartmaji s plesno dvorano Vita Havet (Belo morje), sejna soba kabineta in apartma princa Bertila.
- Podstrešje ima približno 25 sob, pa tudi zgornji del in oboke, ki tvorijo strop državne dvorane, kraljeve kapele in južnega stopnišča. Podstrešje se uporablja predvsem za shranjevanje.

- Pritličje
- Prvo nadstropje
- Drugo nadstropje

- Rikssalen, Državna dvorana, Južna vrsta
- Bernadottegalleriet
(Galerije Bernadotte)
 Stanovanja Bernadotte
- Pelarsalen
(Stebrna dvorana)
Stanovanja Bernadotte
- Salongen
Stanovanje kraljice Viktorije
- Galerije Karla XI.
Festvåningen
(Državna stanovanja)
- Konseljsalen
(Sejna soba kabineta)
Statsrådssalen (Sejna soba vlade, kadar takšna srečanja vodi kralj)